# Pierre Johnsson
Pierre Mikael Johnsson, född 11 augusti 1963 i Farsta, är en svensk stuntman och skådespelare.

## Filmografi
- 1987 – Jim och piraterna Blom
- 1987 – Nionde kompaniet
- 1988 – Strul